# 长征1号核潜艇
长征1号核潜艇，正式名称为中国人民解放军海军长征1号（舷号：401），或称401鱼雷核潜艇（简称：401艇），是隶属于中国人民解放军海军北海舰队，驻地为青岛潜艇基地的一艘攻击型核动力潜艇，现已退役。

## 历史
1965年9月，代号为909的潜艇核动力研究设计基地（日后的中国核动力研究设计院）在四川省夹江县的一个小山沟里成立，负责研制第一代核潜艇的陆上模式堆（原型堆）。
1968年11月，长征1号开工建造。
1970年12月26日，长征1号核潜艇下水。
1974年8月1日，中央军委正对第一艘核潜艇正式命名为：“长征1号”，当天长征1号正式列入海军战斗序列。
2013年10月28日，解放军报刊文《海军第一艘核潜艇去除核反应堆退役》，表明长征1号已于之前退出海军战斗序列。
2016年10月，已退役的中国第一艘核潜艇“长征一号”经过无核化处理后，停靠在青岛的海军博物馆。半年后的2017年4月23日，“长征一号”艇正式对外开放。
2022年，山东省文物鉴定中心下发了《中国人民解放军海军博物馆革命文物定级报告》，长征1号核潜艇被定级为一级革命文物。

## 轶事
据09I型核潜艇总设计师黄旭华回忆，参与设计建造核潜艇的人员曾经以为，只要把仿制苏联的常规潜艇，在中间加个反应堆就可造出核潜艇，后来发现事情并不简单。他们曾反复研究购入的美国核潜艇玩具模型，来确认设计方向没有错误。